# ダグ・ハマーショルド
ダーグ・ヤルマル・アグネ・カール・ハンマルフェルド（スウェーデン語: Dag Hjalmar Agne Carl Hammarskjöld、スウェーデン語: [dɑːɡ ˈhamːarɧœld] ( 音声ファイル)、1905年7月29日 - 1961年9月18日）は、スウェーデンの政治家、外交官。第2代国際連合事務総長（任期：1953年4月10日 - 1961年9月18日）。在任中に死去した唯一の事務総長である。日本では英語読みに近い「ダグ・ハマーショルド」が使われることが多く、スウェーデン語読みの「ダーグ・ハンマルフェルド」と表記される場合もある。

## 生涯

### 生い立ちと教育
1905年7月29日にスウェーデンのヨンショーピングにて、ヤルマル・ハンマルフェルド首相の四男として誕生する。母はアグネス・アルムクヴィスト（Agnes Almquist）。祖先は17世紀まで王家に仕えていた。少年時代の大半をウプサラで過ごす。ウプサラ大学で法学士と政治経済学修士を取得し、優秀な成績で卒業する。卒業後はストックホルムに移り、財務省に入省した。

### 政界
1930年から1934年まで、政府の失業問題委員会の書記官を務める。この間、経済学の学位論文「景気循環の展開（Konjunkturspridningen: en teoretisk och historisk undersökning）」を書き、ストックホルム大学から博士号を得る。1936年から1945年まで財務次官を、1941年から1948年までスウェーデン国立銀行総裁を務めた。1945年、内閣の財政・経済問題担当の顧問に就任。大戦後の経済問題緩和についての政府案に関し、調整を行った。
1947年にスウェーデン代表として、ヨーロッパ16か国がマーシャル・プラン受け入れを決定したパリ会議に臨んだ。1948年にはパリで開催された欧州経済協力機構（OEEC）の会議に再び代表として出席した。
1949年、外務次官となる。1950年、ユニスカンのスウェーデン代表団団長となった。1951年、内閣の無任所大臣に任命され、実質的には外務副大臣の役割を果たした。ハマーショルドはスウェーデン社会民主労働党内閣のために働いたものの、公式には政党に属さなかった。1954年12月20日、スウェーデン・アカデミー会員に選ばれる。会員であった父の死去による欠員を補充する形となり、会員１８人の各人に割り当てられる座席番号もそのまま継承した。
1951年に国際連合総会のスウェーデン代表団の副団長に、1952年には国連総会のスウェーデン代表団団長に就任した。

### 国際連合事務総長
1953年にトリグブ・リー事務総長が辞任すると、国連安全保障理事会は、後任にハマーショルドを推薦することを決定した。ハマーショルドにとっては驚きであったが、3月31日に安全保障理事会参加12か国中10か国がハマーショルドを推薦し、4月7日から4月10日まで開催された国連総会においても60票中57票がハマーショルドを選任した。就任時点での年齢47歳と8ヶ月は、歴代の国際連合事務総長の中で最年少記録である（詳細は1953年の国際連合事務総長の選出を参照）。
ハマーショルドは国際連合事務総長の最初の仕事として職員数約4000人の事務局を設立し、その職責範囲を定める規則を策定した。また事務総長が安全保障理事会ないし総会の事前承認無しに緊急行動をとることを可能とすべきであると主張した。ハマーショルドは、「国連は人類を天国に連れて行くためではなく、地獄から救うために作られた」と話している。
国際関係の面では、1955年に当時国際連合非加盟国だった中華人民共和国を訪問し、朝鮮戦争に従軍して中国共産党の捕虜となっていた国連軍のアメリカ人兵士15人の釈放交渉に成功した。在任中で特に顕著な功績を挙げたのはスエズ戦争である。1956年には第一次国際連合緊急軍（UNEF）を組織し、イスラエルとアラブ諸国の調停に尽力した。ソビエト連邦はハマーショルドの行動が「反ソビエト的である」と非難し、事務総長職の辞職を強く求めたが、1957年にハマーショルドは「辞めることは簡単であるが、職を続ける方が難しいのである」と主張して再任した。

### 死去

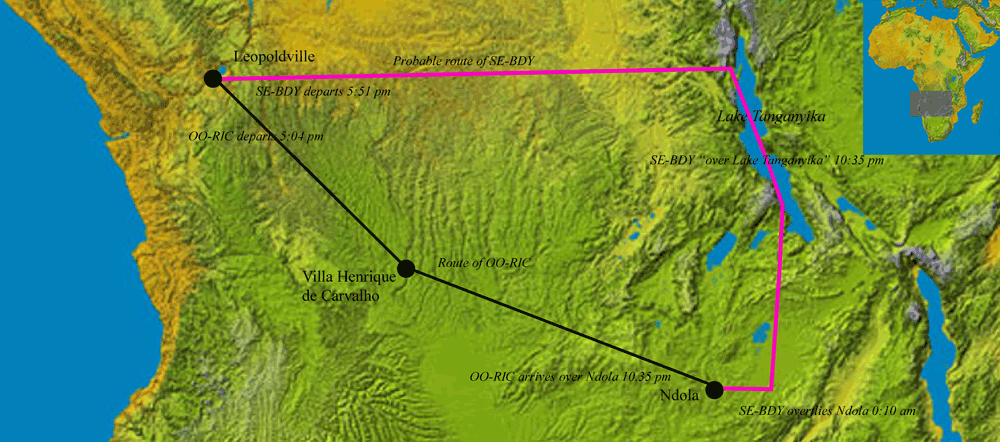
レオポルドヴィルとンドラの位置関係

1960年にベルギー領コンゴから独立を果たしたコンゴ共和国は、激化する内乱（コンゴ動乱）の沈静化のため国際連合に援助を求めた。ハマーショルドは4度に渡りコンゴを訪問したが、ソ連はハマーショルドのアフリカ非植民地化への努力を不充分と評価した。
1960年9月にソ連はコンゴ国連軍を編成するとした国際連合安全保障理事会決議143に賛成したものの、パトリス・ルムンバ政権への支援が不十分としてハマーショルドの国連事務総長の辞任を要求し、代案としてあらかじめ拒否権を持つ西側・東側・第三世界（非同盟）出身の3人の国連事務総長によるトロイカ体制を提案した。これはソ連のニキータ・フルシチョフの自伝において「資本主義諸国・社会主義諸国・新興独立国の3つのグループの利害を対等に代表」と言及されている。
1961年9月17日夜、コンゴ動乱の停戦調停に赴く途上で、搭乗機のダグラス DC-6B（機体記号SE-BDY）が北ローデシア（現在のザンビア）のンドラで墜落し（1961年国連チャーター機墜落事故）、事故死した。なおハマーショルドが事務総長となった時、同国出身のカール・グスタフ・フォン・ローゼンがパイロットとなったが、ローゼンが病気療養のため地上に降りていた際の出来事であった。 
現職の事務総長の事故死というニュースに加え、操縦士が警護上の理由から事前にフライトプランを提出していなかったこと、国際連合のコンゴ動乱への消極的介入をソ連から「反ソビエト的」だと非難され事務総長辞任を求められていたことなどから、撃墜説や暗殺説が信憑性をもって広まった。現在のように機内にブラックボックスが搭載されていなかった時代（義務付けられたのは先進国では1960年代後半である）で、事故に至るまでの経緯は事故後の推定と調査に依存する他に無かったが、調査の結果事故機には被弾や爆発の痕跡が一切発見されなかったとされるが、2人の死体に被弾した跡があった上に、ハマーショルドの頭に被弾した跡が残されていたが隠されたという説がある。
同機の経由地であるンドラは海抜127メートル、最終目的地コンゴの首都レオポルドヴィル（現在のキンシャサ）にあるンドロ空港は海抜279メートルで、この名称が極めてよく似た2つの空港を操縦士が混同した結果、夜間のンドラ空港への着陸進入中に高度が低くなり過ぎて機体が地表に激突したものと結論され、謀殺説は一旦は否定された。
しかし2013年になって、当時の潘基文事務総長により調査委員会が設置され、2017年10月に公表された調査報告書では、外部からの攻撃や脅威が原因である可能性を示唆した。さらに2019年にはドキュメンタリー映画『誰がハマーショルドを殺したか』において、2007年に没したカタンガ政府に雇われていたベルギー人傭兵の戦闘機パイロットが、命令されて撃墜した旨発言していた事がパイロットの知人の証言として扱われた。

## 没後
死後の1961年にノーベル平和賞がハマーショルドに授与された（授与されることは生前に決定していた。ノーベル賞は追贈されない）。また、同年11月にフォード財団から寄託された国際連合本部ビル図書館は、業績を偲び「ダグ・ハマーショルド図書館」と命名された。1963年、ハマーショルドの唯一の著作『道しるべ』(Vägmärken）が出版された。自らをキリスト教の神秘主義者になぞらえ、外交を「内なる旅」と主張している。

## 逸話
事故の直前にノーベル文学賞選考も兼ね、三島由紀夫『金閣寺』を読了していた。三島も事故死を惜しんでいた。

## 著書
- 『道しるべ（英語版）』（鵜飼信成訳、みすず書房、初版1967年、新版1999年） - パンセ的な断想日誌。日記形式の回想録集で、1925年（20歳）から死亡した1961年までのことが記されている

### 評伝
- 『世界平和への冒険旅行　ダグ・ハマーショルドと国連の未来』（光橋翠訳、新評論、2013年）

評伝集、スウェーデン政府による生誕100周年記念事業出版。ステン・アスク+アンナ・マルク=ユングクウィスト編